# Чоколовский бульвар
Чо́коловский бульва́р (укр. Чоколівський бульвар) — бульвар в Соломенском районе города Киева, местности Чоколовка, Первомайский массив. Пролегает от Воздухофлотского проспекта и Севастопольской площади до железнодорожного моста над железнодорожной платформой Караваевы Дачи (продолжением служит улица Вадима Гетьмана).
К Чоколовскому бульвару примыкают улицы Джеймса Мейса, Левка (Льва) Мациевича, площадь Космонавтов, улицы Авиаконструктора Антонова, Ереванская, Волынская, Лондонская, Адама Мицкевича, Ушинского и улице Уманской.

## История
Возник на рубеже 1920—1930-х годов, с 1931 по 1993 год назывался бульваром Ленина (сначала простирался лишь до района площади Космонавтов, в 1950-е годы был продлён до железной дороги). На карте 1943 года обозначен как Новосельский бульвар.
Современное название — с 1993 года, от местности Чоколовка и Киевского общественного деятеля конца XIX — начала XX века Н. И. Чоколова, в честь которого и была названа местность. Является частью Малой Окружной дороги. Реконструирован в 2004 году, преобразован в скоростную магистраль. Признаков «классического» бульвара (наличия аллеи посередине улицы) не имеет.
Бульвар соединяет направления на аэропорт, железнодорожный вокзал с такими значимыми направлениями, как массив Никольская Борщаговка, Оболонь, Сырец и выход на левый берег города.
Протяжённость бульвара — 1,5 км.
Весь первый этаж расположенного на площади Космонавтов шестиподъездного девятиэтажного дома № 19 в советские времена занимал магазин «Учтехприлад (укр.)».

## Транспорт
- Ближайшая станция метро «Шулявская»
- Троллейбусы 8, 9, 17, 19, 22, 30, 40, 42
- Автобус 69

## Учреждения
- Музыкальная школа № 17 им. И. Шамо (д. № 25)
- Кинотеатр «Ереван» (д. № 13)

## Почтовые индексы
03186 (начало), 03087 (конец)

## Географические координаты
- координаты начала 50°25′33″ с. ш. 30°27′33″ в. д.HGЯO
- координаты конца 50°26′17″ с. ш. 30°26′57″ в. д.HGЯO